# Ruta Andina
La Ruta Andina es una carretera chilena cuyo objetivo es unir el altiplano chileno de las regiones Arica y Parinacota, Tarapacá y Antofagasta. Construida desde la década de 1990 por el Cuerpo Militar del Trabajo del ejército de Chile y el Ministerio de Obras Públicas. 

## Recorrido
Esta carretera busca conectar las localidades de Visviri, Región de Arica y Parinacota, con San Pedro de Atacama, Región de Antofagasta. Se trata de un corredor que atravesará los poblados de Parinacota, Enquelga, Isluga, Colchane, Cariquima, Lirima, Ujina, Ollagüe, Ascotán, Tatio y San Pedro de Atacama.

## Beneficios
Gracias a esta iniciativa los habitantes de la zona tendrán un rápido acceso a los servicios básicos como salud, educación, comercio, entre otros; el sector minero se verá impulsado entre la zona del salar de Huasco y las minas Doña Inés de Collahuasi y Quebrada Blanca; y las construcciones aymaras y atractivos paisajísticos (lagos, volcanes, fuentes geotermales y salares) que se encuentran cercanos a la ruta potenciarán el etnoturismo.